# Lightning GT
El Lightning GT es un deportivo eléctrico fabricado por la empresa británica Lightning Car Company especializada en el desarrollo y producción de vehículos eléctricos de altas prestaciones. 
El Lightning GT cuenta con dos motores eléctricos que le proporcionan 300 kW (408 CV), una aceleración de 0 to 100 km/h en menos de 5 segundos y una velocidad máxima limitada a 210 km/h. 
En su configuración estándar tiene dos baterías de 22 kWh de titanato de litio (LTO) que le aportan una autonomía de 240 km, opcionalmente puede instalarse una tercera batería aumentando la autonomía hasta 360 km.

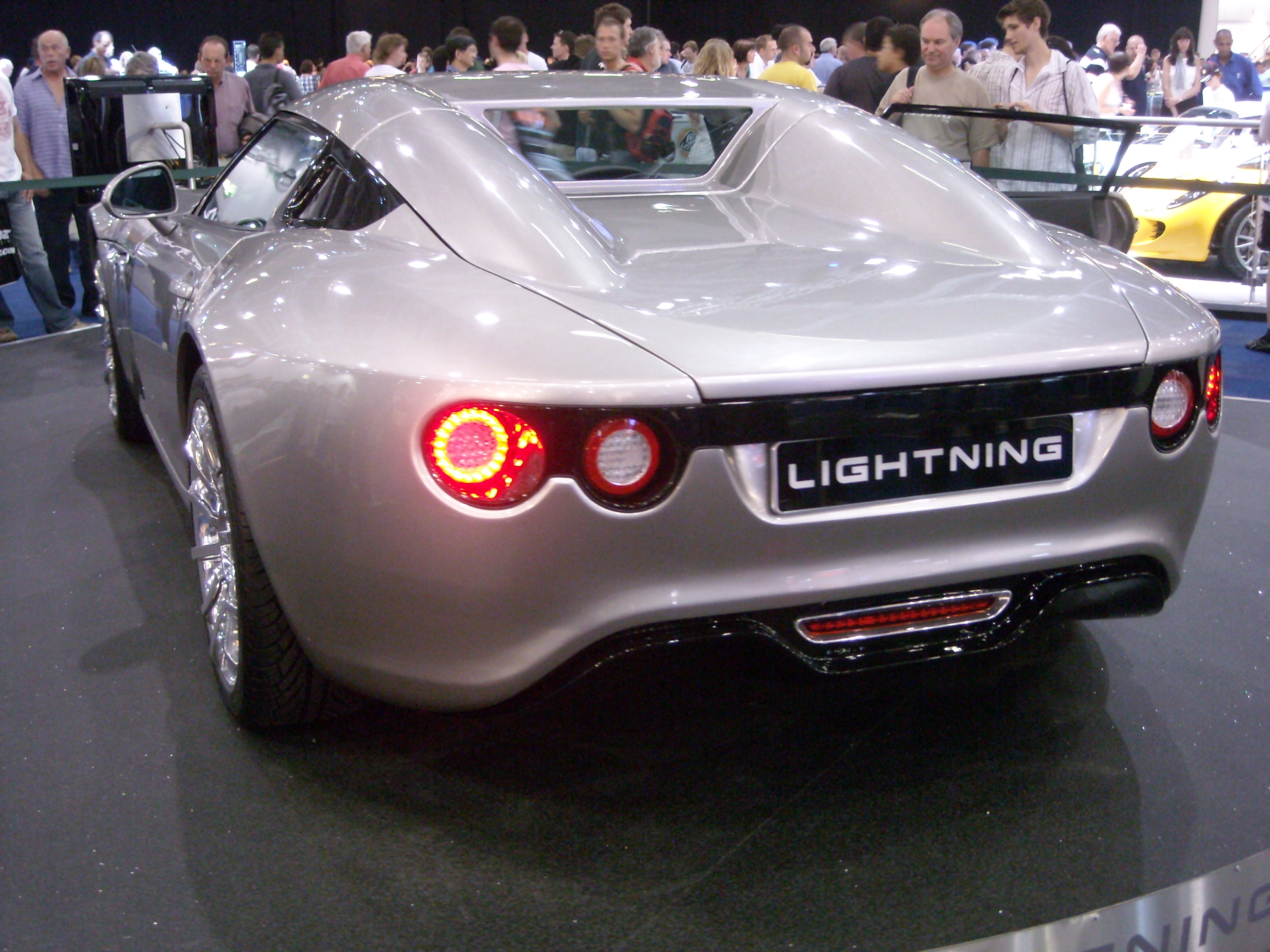